# Adolf Heidenreich
Adolf Heidenreich (* 21. September 1897 in Varel; † 27. Juli 1958 ebenda) war ein deutscher Politiker. Von 1946 bis 1948 und von 1949 bis zu seinem Tod war er Bürgermeister der Stadt Varel.  

## Leben
Heidenreich absolvierte nach dem Besuch der Volksschule eine Ausbildung zum Zimmerer. Im Anschluss arbeitete er als Zimmerergeselle und Polier. Zwischen 1916 und 1918 diente er als Soldat im Ersten Weltkrieg.
Seine politische Laufbahn begann 1915 mit dem Eintritt in die SPD. Von 1918 bis 1933 war er für die Partei sowie Gewerkschaften als Funktionär tätig. 1927 übernahm er im Stadtrat seiner Heimatstadt Varel bis zum Verbot der Partei im Jahr 1933 erstmals ein politisches Mandat. Während der Zeit des Nationalsozialismus wurde Heidenreich mehrfach verhaftet. 1933 wurde er in einem Arbeitslager zur Arbeit im Torfmoor herangezogen, 1944 in das KZ Neuengamme deportiert.
Nach Kriegsende gründete er 1945 im Landkreis Friesland den SPD-Verband neu. 1946 wurde er zum ersten frei gewählten Bürgermeister der Stadt Varel gewählt und übte das Amt mit einer Unterbrechung zwischen 1948 und 1949 bis zu seinem Tod im Juli 1958 aus. Zudem war er Mitglied des Ernannten und des gewählten Kreistages Friesland und Mitglied des Ernannten Landtag von Oldenburg. Nach Gründung des Bundeslandes Niedersachsen war er ab 1947 Abgeordneter im Niedersächsischen Landtag.

## Erinnerung
In Varel erinnert die Bürgermeister-Heidenreich-Straße an die Verdienste des Politikers.